# Medlingsinstitutet
Medlingsinstitutet är en svensk statlig förvaltningsmyndighet, som sorterar under Arbetsmarknadsdepartementet och ansvarar för medling i arbetstvister, en väl fungerande lönebildning och lönestatistik.

## Historik
Medlingsinstitutet inrättades genom beslut av riksdagen år 2000. och ersatte Statens förlikningsmannaexpedition

## Verksamhet
Myndighetens centrala uppgifter följer av bestämmelser i lagen (1976:580) om medbestämmande i arbetslivet (MBL). Institutet ska medla i arbetstvister och verka för en väl fungerande lönebildning.
Medling i avtalsförhandlingar kan ske frivilligt, genom att den ena eller bägge parterna i förhandlingen begär att få en förhandlingsledare eller medlare utsedd.

### Tvångsmedling
Medlingsinstitutet kan också, om det bedömer att det finns risk för stridsåtgärder, eller om stridsåtgärder redan påbörjats, utse medlare utan parternas samtycke, så kallad tvångsmedling. Medlingsinstitutet har dock ingen rätt att kräva att pågående stridsåtgärder avbryts.